# Lepilemur septentrionalis
Lêmure-saltador-do-norte (Lepilemur septentrionalis) é uma espécie de lêmure da família Lepilemuridae. É endêmico do norte de Madagascar. Corre risco de extinção devido à destruição de seu habitat, e apenas 18 indivíduos vivem em um único local (não existem animais em cativeiro). Está na lista dos 25 primatas mais ameaçados do mundo.